# Mostel·lària

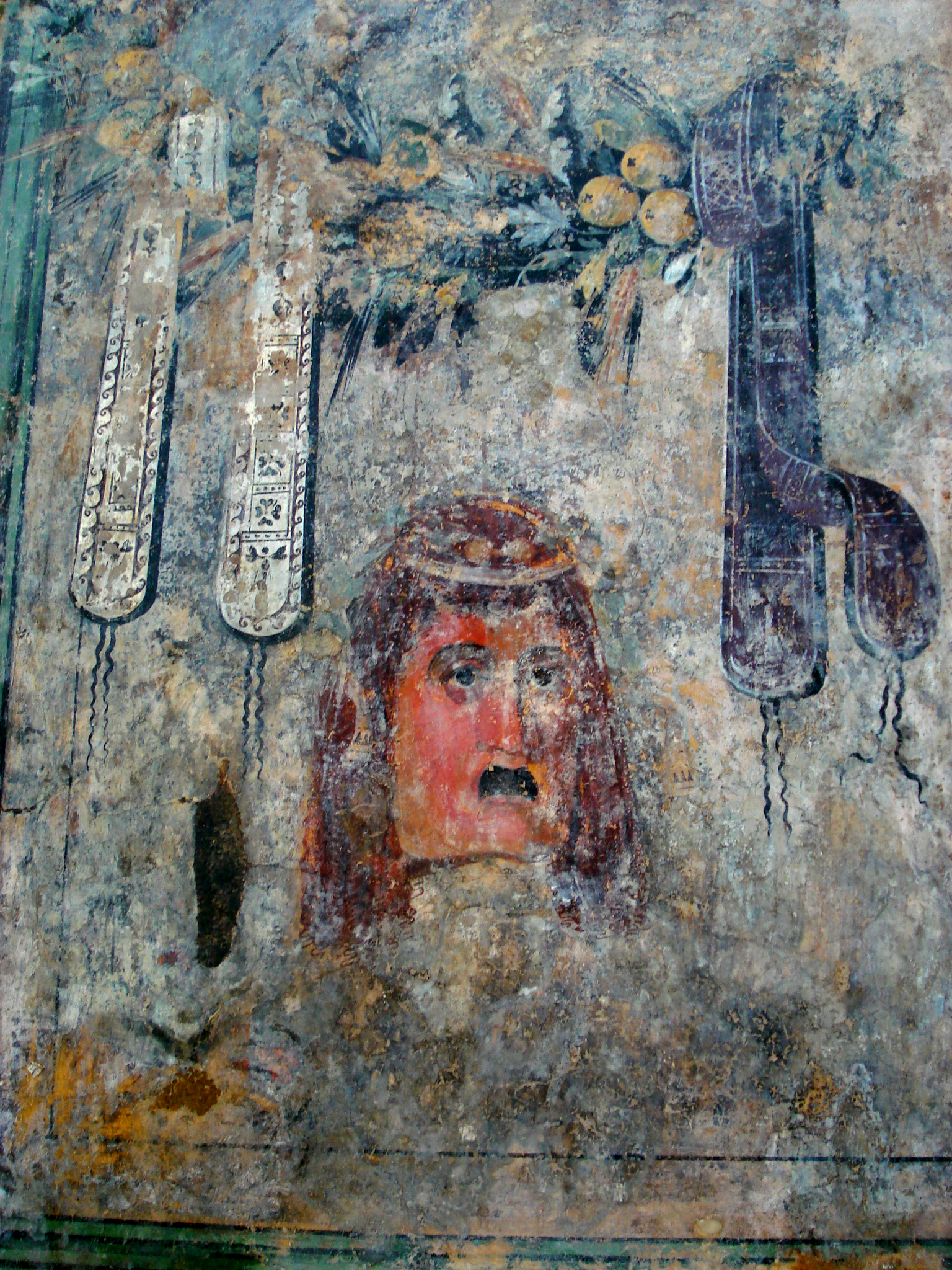
Màscara teatral femenina

Mostel·lària és una comèdia escrita pel comediògraf romà Plaute. El títol traduït al català és La comèdia del fantasma i, de vegades, La mansió encantada. L'acció té lloc a Atenes, en un carrer davant de la casa de Teopròpides i Simó.

## Personatges principals
- Teopròpides: mercader atenès.
- Filòlaques: el fill de Teopròpides.
- Tranió: esclau de Teopròpides.
- Filemàcia: cortesana comprada per Filòlaques.
- Cal·lidàmates: amic de Filòlaques.
- Simó: veí de Teopròpides.
- Misarguirides: prestador.

## Argument
Un jove anomenat Filòlaques (nom que significa 'L'aficionat al joc') aprofita durant tres anys l'absència del seu pare, Teopròpides (que viatja per negocis) per a donar-se la gran vida. Filòlaques, a més, ha demanat un elevat préstec per comprar la llibertat de l'esclava que estima, dilapidant la fortuna familiar. Un dia, mentre està celebrant una festa que ja dura uns quants dies amb uns amics, el seu esclau Tranió anuncia l'arribada imprevista del pare. Entre el pànic general, Tranió té una idea: tancar Filòlaques i els seus amics dins la casa i fer creure al pare que la casa està encantada i és perillós entrar-hi.
Lamentablement, en aquell moment, un prestador arriba per reclamar els diners que ha prestat a Filòlaques. Tranió pensa ràpidament i fingeix que els diners van ser prestats per comprar la casa del costat, propietat del veí Simó. Teopròpides retorna els diners al prestador, tot content per veure que per fi el seu fill té iniciativa per als negocis. Teopròpides insisteix, però, a veure la seva compra com més aviat millor, i Tranió es troba de nou en un embolic; amb quin pretext pot fer entrar el seu amo a casa del veí? L'esclau convenç el veí Simó que Teopròpides vol entrar a casa seva només per admirar el seu pati, ja que ha sentit que està molt ben construït i en vol copiar l'estil.
Aviat, l'engany queda al descobert, però Filòlaques i l'esclau se salven in extremis gràcies a Cal·lidàmates, un amic del primer que es presta a reemborsar el deute.

## Traduccions catalanes
- Plaute, Mostel·lària, una de fantasmes. Traducció d'Esther Artigas. Martorell: Adesiara Editorial, maig 2023.